# باخلاوا
باخلاوا (به لهستانی:  Bachlawa) یک منطقهٔ مسکونی در لهستان است که در گمینا لسکو واقع شده‌است. باخلاوا ۲۰۰ نفر جمعیت دارد.